# Vytautas Andriuškevičius
Vytautas Andriuškevičius (ur. 8 października 1990 w Olicie) – litewski piłkarz występujący na pozycji obrońcy.

## Kariera
Przed sezonem 2010/11 został zawodnikiem Lechii Gdańsk. W ciągu trzech lat rozegrał w klubie 32 spotkania na poziomie Ekstraklasy, odchodząc z niego na początku kwietnia 2013 roku. Wcześniej grał w FBK Kowno, którego jest wychowankiem. Były kapitan młodzieżowej reprezentacji Litwy. Otrzymał także powołania do seniorskiej kadry, w której po raz pierwszy wystąpił 10 sierpnia 2011 roku w meczu z Armenią.

## Sukcesy

### FBK Kowno
- A lyga: 2007[7]